# ヴァニエ島
ヴァニエ島（ヴァニエとう、Île Vanier）は、カナダの北極諸島北部、クイーンエリザベス諸島の島。北緯76度10分0秒 西経103度15分0秒 / 北緯76.16667度 西経103.25000度に位置し、ヌナブト準州に属する。面積は 1,126 km2である。